# Мвуэ, Стив
Стив Режи́с Нани́ Мвуэ́ (фр. Stève Régis Nani Mvoué; 2 февраля 2002, Яунде, Камерун) — камерунский футболист, полузащитник клуба «Портимоненсе» и сборной Камеруна.

## Клубная карьера
Мвуэ — воспитанник клуба «Азур Стар Яунде».

## Международная карьера
В 2019 года Мвуэ в составе юношеской сборной Камеруна выиграл юношеский Кубок Африки в Танзании. На турнире он сыграл в матчах против команд Марокко, Анголы и дважды Гвинеи. В поединке против гвинейцев Стив забил гол, а также был признан лучшим игроком турнира.
9 июня 2019 года в товарищеском матче против сборной Замбии Мвуэ дебютировал за сборную Камеруна.
В том же году Мвуэ стал участником юношеского чемпионата мира в Бразилии. На турнире он сыграл в матчах против команд Таджикистана, Аргентины и Испании.

## Достижения
Международные
 Камерун (до 17)
- Победитель юношеского Кубка Африки — 2019

Индивидуальные
- Лучший игрок юношеского Кубка Африки — 2019